# Dispositivo passivo

Simbolo grafico degli induttori

Simbolo grafico dei condensatori

Un  dispositivo passivo (o componente passivo), in elettronica, è un componente elettronico che restituisce al circuito meno energia di quanta ne riceve, l'energia mancante viene trasformata in energia termica, che tende a surriscaldare il componente.

## Modello matematico
Il fenomeno può essere descritto con la seguente formula matematica:
{\displaystyle \int _{0}^{T}P_{out}(t)\leq \int _{0}^{T}P_{in}(t)}
I più noti componenti passivi sono principalmente tre: l'induttore, il condensatore e il resistore; a questi si potrebbe ora aggiungere anche il memristore.